# 904 Rockefellia
904 Rockefellia
904 Rockefellia là một tiểu hành tinh bay quanh Mặt Trời.